# Sid (divinità)
Sid o Ṣid (in lingua fenicia, ṢD) era una divinità fenicia associata alla guarigione e corrispondente al Sardus Pater latino. Era venerato in Sardegna e in Nord Africa.
Aveva l'epiteto di B’BY (Babay, “padre”) come testimoniano i reperti trovati nel tempio di Antas a Fluminimaggiore. È stato ipotizzato che fosse di origine egizia.